# 革命胜利

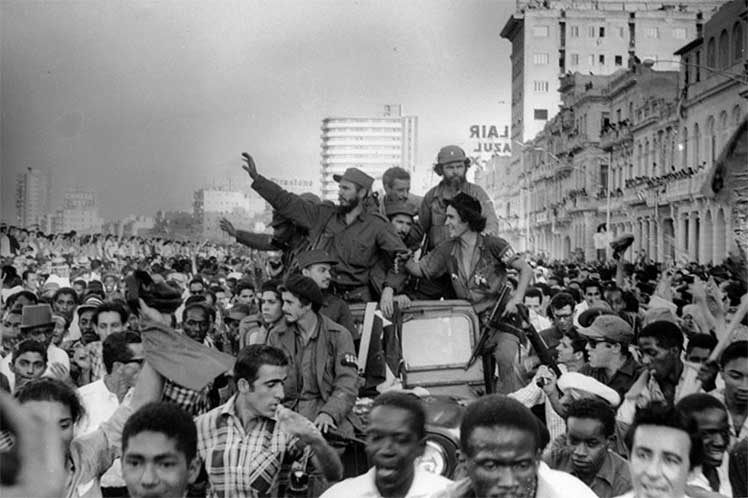
1959年1月8日，菲德尔·卡斯特罗和乌贝尔·马托斯进入哈瓦那。

革命胜利是一个历史术语，用于指代1959年1月1日富尔亨西奥·巴蒂斯塔逃离古巴，以及1月8日七二六运动占领哈瓦那的事件。
巴蒂斯塔逃离古巴的这一天——1月1日，被定为古巴革命胜利纪念日，是古巴的正式节日。